# نیویت (مریلند)
نیویت (به انگلیسی: Neavitt) یک منطقهٔ مسکونی در ایالات متحده آمریکا است که در مریلند واقع شده‌است. نیویت ۲٫۱۳ متر بالاتر از سطح دریا واقع شده‌است.